# フィリベルタ・ディ・サヴォイア
フィリベルタ・ディ・サヴォイア（イタリア語：Filiberta di Savoia, 1498年以前 - 1524年4月4日）は、ジェクス女侯、ブリディエ女子爵、フォッサーノ、シャナ、イエンヌ、ブルジェ（サヴォイア公国）、モドン、サン＝ジュリアン（ジュネーヴ）、ポンサン、セルドン、ヴィリュー＝ル＝グラン（ビュジェ）、ビリア、ブリュイエール（ポワトゥー）、トゥール、およびサントンジュのフレの女領主。ヌムール公ジュリアーノ・デ・メディチの妃。

## 生涯
フィリベルタはサヴォイア公フィリッポ2世とその2番目の妃クロディーヌ・ド・ブロスの間に1498年ごろかそれ以前に生まれた。2人の兄フィリベルト2世およびカルロ3世は父の跡を継いでサヴォイア公となった。
1513年5月10日にフィリベルタはヌムール公ジュリアーノ・デ・メディチと婚約した。侍従長フランソワ2世・マレシャル＝メクシミューがジュリアーノの随行をつとめ、1515年2月10日にトリノで結婚式が行われた。
結婚の翌年1516年に夫ジュリアーノが死去し、そのころよりフィリベルタは次第にプロテスタントに密かに関心を抱くようになった。
1524年、兄カルロ3世はフィリベルタにブルジェ城を売却した。ブルジェ城は放棄され、次第に荒廃していった。フィリベルタは死の際に、ブルジェ城をサヴォイア公領に戻すこととした。
フィリベルタは1524年4月4日にビュジェのヴィリュー＝ル＝グラン城で死去した。